# Kalendarium historii Demokratycznej Republiki Konga
Kalendarium historii Demokratycznej Republiki Konga – uporządkowany chronologicznie, począwszy od czasów najdawniejszych aż do współczesności, wykaz dat i wydarzeń z historii Demokratycznej Republiki Konga.

## Czasy najdawniejsze
- I tys. p.n.e. – pierwszy napływ ludów Bantu na tereny obecnej południowej części Demokratycznej Republiki Konga[1]
- I tys. n.e. – drugi napływ ludów Bantu[1]
- XIV–XVI w. – wzdłuż rzeki Kongo powstały państwa Kongo (nad dolnym Kongiem), Kasai Lunda (nad górnym Kongiem), Lualaba Luba (nad górnym Kongiem)[1]

## Badania Konga przez Europejczyków
- 1482 – Portugalczyk Diogo Cão odkrył ujście Konga[1]
- 1491 – władca Konga Nzinga-a-Nkwu przyjął chrześcijaństwo[1]
- XVI w. – Hiszpanie odkryli ujście Konga[1]
- pocz. XVII w. – do rzeki Kongo dotarli pierwsi Holendrzy[1]
- pocz. XVII w. – na środkowym Kongiem powstało państwo Kasai Kuba[1]
- przełom XVIII i XIX w. – upadek państwa Kongo[1]
- XIX w. – upadek Kasai Lunda i Lualaba Luba[1]
- 1876–1877 – brytyjski podróżnik Henry Morton Stanley zbadał całą rzekę Kongo[1]
- 1877 – belgijski król Leopold II utworzył międzynarodowe konsorcjum dla opanowania dorzecza Kongo[1]
- 1879–1884 – Stanley zawarł ponad 450 traktatów z lokalnymi władcami w celu założenia placówek, kładąc podwaliny pod imperium Międzynarodowego Stowarzyszenia Kongo[1]

## Panowanie belgijskie
- 1884 – Stany Zjednoczone zaakceptowały roszczenia Leopolda II o Kongo[2]
- 15 listopada 1884–26 lutego 1885 – w wyniku konferencji berlińskiej uznano istnienie Wolnego Państwa Kongo z władcą Leopoldem II, ale bez instytucjonalnych związków z Belgią[2]
- 1885 – utworzono siły zbrojne składające się z Afrykanów, pod dowództwem Europejczyków[1]
- 1891–1892 – Europejczycy podbili obszar dzisiejszej Katangi[1]
- 1892–1894 – zostały podbite wschodnie tereny Konga[1]
- 1895 – wybuchł bunt niewolników[2]
- 1897 – wybuchł kolejny bunt niewolników[2]
- 1903 – brytyjska Izba Gmin potępiła działania Leopolda II na terenie Wolnego Państwa Kongo[2]
- listopad 1908 – Wolne Państwo Kongo zostało belgijską kolonią pod nazwą Kongo Belgijskie[2]
- 1919–1923 – powstanie tubylców[1]
- 1921 – na terenie Konga pojawiła się religia kimbangizm[1]
- 1944 – odbył się bunt wojsk w Luluabourgu[1]
- 1946 – na terenie Konga pojawiły się pierwsze związki zawodowe[1]
- 1949–1955 – szybki rozwój gospodarczy w związku z gwałtownym popytem na surowce[1]
- 1950 – powstanie Stowarzyszenia Ludów Kongo[1]
- 1951–1957 – próby reform w Kongu[1]
- 1958–1959 – ożywienie polityczne w związku z likwidacją francuskiego programu kolonialnego[1]
- 1959 – paraliż kolonii w związku z wybuchem licznych strajków i oporu cywilnego[1]
- styczeń 1960 – odbyły się rozmowy przy okrągłym stole pomiędzy Belgią a Kongiem[1]
- maj 1960 – wybory parlamentarne w Kongo. Premierem został Patrice Lumumba[1]
- 30 czerwca 1960 – Afrykanie przejęli władzę w Kongo, ogłoszenie niepodległości[1]

## Niepodległa Republika Konga
- 1960 – prezydentem został Joseph Kasavubu[1]
- 4 lipca 1960 – w wyniku audycji Radia Léopoldville odbył się bunt żołnierzy[1]
- 11 lipca 1960 – Katanga, będąca najbogatszą prowincją, ogłosiła niepodległość z prezydentem Moïse Tshombe[1]
- 13 lipca 1960 – Lumumba zerwał stosunki z Belgią oraz poprosił ONZ o pomoc w stabilizacji państwa. Pomoc udzielił Związek Radziecki[1]
- 8 sierpnia 1960 – Kasai Południowe ogłosiła secesję, wybuch kryzysu kongijskiego[1]
- koniec sierpnia 1960 – Lulumba ogłosił stan wyjątkowy oraz aresztował wielu członków opozycj[1]
- 14 września 1960 – pułkownik Joseph-Désiré Mobutu objął władzę[1]
- grudzień 1960 – aresztowano Lulumbę i wywieziono go do Katangi[1]
- 17 stycznia 1961 – Lulumba został zamordowany przez agentów CIA[1][2]
- luty 1961 – wróciły rządy cywilne z prezydentem Kasavubu[1]
- październik 1963 – utworzono w Brazzaville Narodowy Komitet Wyzwolenia[1]
- 1964 – Narodowy Komitet Wyzwolenia wywołał powstanie[1]
- czerwiec 1964 – ONZ zakończyło misję w Kongo[1]
- lipiec 1964 – wybory parlamentarne wygrała Kongijska Konwencja Narodowa kierowana przez wygnanego Tshombego. Kasavubu wezwał Tshombego z wygnania i powołał go na premiera[1]
- sierpień 1964 – południe kraju zostało opanowane przez rebeliantów[1]
- październik 1965 – Kasavubu odwołał Tshombego[1]
- listopad 1965 – Josepg-Désiré Mobutu dokonał drugiego zamachu stanu w wyniku którego objął władzę[1]

## Rządu Mobutu
- październik 1966 – Mobutu został premierem[1]
- 1967-74 – w wyniku reform politycznych Mobutu został dyktatorem. Władzę objął Ludowy Ruch Rewolucji będący jedyną legalną partią polityczną[1]
- 1971 – Republika Konga zmieniła nazwę na Zair[1]
- 1977-78 – wybuch rozrób w Shabie, stłumione przez oddziały francuskie, belgijskie i marokańskie[1]
- 1978 – uchwalono nową konstytucję[1]
- lata 80. XX w. – w wyniku korupcji ziem, Zair stał się jednym z najuboższych państw na świecie[1]
- 1982 – powołano Związek na rzecz Demokracji i Postępu Społecznego (UDPS)[1]
- kwiecień 1990 – Mobutu zgodził się na demokratyzację państwa[1]
- 1991–1992 – uchwalono nową konstytucję[1]
- sierpień 1992 – powołano rząd tymczasowy[1]
- marzec 1993 – Mobutu powołał konklawe sił politycznych, które powołało rząd ocalenia narodowego[1]
- 1 stycznia 1994 – utworzono Wysoką Radę Republiki-Tymczasowego Parlamentu (HCR-PT)[1]
- kwiecień 1994 – uchwalono tymczasową konstytucję[1]
- 1994 – przyjęto ponad 2 mln uchodźców z Rwandy[1]
- 17 maja 1997 – Sojusz Sił Demokratycznych na rzecz Wyzwolenia Konga-Zairu pod dowództwem Laurenta Désiré Kalibi dotarły do Kinszasy[1]

## Czasy najnowsze
- 1997 – zmieniono nazwę państwa na Demokratyczną Republikę Konga. Kabila ogłosił siebie prezydentem oraz zakazał działalności większości partii politycznych[1]
- lipiec 1998 – Kabila ogłosił usunięcie z armii wojskowych z Rwandy. Destabilizacja kraju doprowadziła do wojny domowej[1]
- 1999 – legalizacja partii politycznych[1]
- 2000 – utworzono tymczasowy organ pn. Zgromadzenie Konstytucyjne i Ustawodawcze-Tymczasowy Parlament, który przejął część funkcji ustawodawczych i rozpoczął pracę nad nową konstytucją[1]
- 17 stycznia 2001 – zmarł Laurent-Désiré Kabila – władzę w kraju objął jego syn Joseph[3]
- kwiecień 2002 – w wyniku porozumienia z Sun City zakończono drugą wojnę kongijską[1]
- koniec 2002 – Kaliba wymusił na Rwandzie zabranie wojsk ze wschodu Demokratycznej Republiki Konga[1]
- 2003 – powołano rząd przejściowy[1]
- grudzień 2005 – w referendum przyjęto projekt tymczasowej konstytucji[1]
- czerwiec–październik 2006 – Joseph Kaliba wygrał wybory prezydenckie[1]
- lipiec 2006 – odbyły się wybory parlamentarne[1]
- 2008 – rząd Demokratycznej Republiki Konga zawarł porozumienie o zawieszeniu broni z ugrupowaniu rebelianckimi[1]
- 8 lutego 2011 – uzbrojeni napastnicy zaatakowali rezydencję prezydenta. Urzędujący prezydent Joseph Kabila wraz z żoną znajdowali się poza pałacem[4]
- 30 grudnia 2013 – armia DRK zajęła siedzibę radia i telewizji. W walce z siłami bezpieczeństwa zginęło 40 osób[5]
- 30 grudnia 2018 – w Demokratycznej Republice Konga odbyły się wybory prezydenckie[6]
- 10 stycznia 2019 – prezydentem Demokratycznej Republiki Konga został Félix Tshisekedi[6]